# Epimedium lobophyllum
Epimedium lobophyllum är en berberisväxtart som beskrevs av L.H. Liu och B.G. Li. Epimedium lobophyllum ingår i släktet sockblommor, och familjen berberisväxter. Inga underarter finns listade i Catalogue of Life.